# 8985 Tula
8985 Tula è un asteroide della fascia principale. Scoperto nel 1978, presenta un'orbita caratterizzata da un semiasse maggiore pari a 2,2554919 UA e da un'eccentricità di 0,2002484, inclinata di 4,08347° rispetto all'eclittica.